# Dschaba Chositaschwili
Dschaba Chositaschwili (georgisch ჯაბა ხოსიტაშვილი, englische Transkription: Jaba Khositashvili; * 23. Juli 1990, Achalkalaki, Samzche-Dschawachetien, GSSR) ist ein georgischer Boxer.

## Karriere
Chositaschwili gewann 2009 eine Bronzemedaille im Weltergewicht bei den Jugend-Europameisterschaften in Polen und 2011 eine Bronzemedaille im Mittelgewicht bei den Europameisterschaften in der Türkei. Nach Siegen gegen Anthony Ogogo, Zoltán Harcsa und Artur Chatschatrjan, unterlag er erst im Halbfinale gegen Adem Kılıççı.
2014 gewann er das internationale Great Silk Way Turnier in Aserbaidschan.
Zudem war er Teilnehmer der Sommer-Universiade 2013 (Viertelfinale), der Europameisterschaften 2013 (Achtelfinale), sowie der Weltmeisterschaften 2011 (3. Vorrunde) und 2013 (2. Vorrunde).
Er ist zudem seit 2011 Teilnehmer in der World Series of Boxing (WSB) und kämpft im Team Azerbaijan Baku Fires. Seine Bilanz beträgt hier zehn Siege und drei Niederlagen (Stand Mai 2015).
Im April 2016 gab er sein Debüt bei den Profis.